# Trachypleurum tenuissimum
Trachypleurum tenuissimum är en flockblommig växtart som beskrevs av Philipp Johann Ferdinand Schur. Trachypleurum tenuissimum ingår i släktet Trachypleurum och familjen flockblommiga växter. Inga underarter finns listade i Catalogue of Life.